# Reșița Locomotives
Reșița Locomotives este o echipă de fotbal american din Reșița, România. Aceasta a fost înființată  pe data de 17 octombrie 2012 și în prezent este singura echipă din Banat care participă în CNFA.
Clubul de Fotbal American „Reșița Locomotives” este în plină dezvoltare la momentul actual, deținând două titluri de Vicecampionă(2023,2024), dar și o medalie de bronz(2021).
De asemenea, clubul pune accentul pe dezvoltarea sportului în rândul tinerilor, fiind primii organizatori pentru un turneu de Flag Football pe licee. Aceștia având și doua echipe de juniori (U15, respectiv U19). Juniorii U19 deținând 2 titluri de campioni naționali(2023, 2024).

## Istoric
Asociatia Club Sportiv „Reșița Locomotives” e un proiect ce a luat naștere în toamna anului 2012. În urma unui sondaj de opinie propus pe una din rețelele de socializare, s-a ales numele echipei, reprezentativ atât pentru ceea ce înseamnă acest sport, cât și pentru tradiția orașului, deoarece la Muzeul  Locomotivelor cu Abur din Reșița  este prima locomotivă cu aburi construită în zona central-estică a Europei fiind fabricată în anul 1872 la Reșița.

## Începutul (2013-2014)
Imediat după înființarea echipei, sezonul a venit. Echipa avea un lot mic, de aproximativ 12 tineri dornici să joace fotbal american. Atunci au fost achiziționate și primele echipamente la echipă și din cauza numarului mic de jucători, clubul s-a decis să se alăture echipei Timisioara 89ers în vederea participarii în Campionatul National de Fotbal American(CNFA). 
Cu un lot numeros și îmbunătățit, Timisoara 89ers reușește să ajungă în finală și să se bată pentru titlul de campioni cu Cluj Crusaders. Aceștia, din pacate, pierd meciul. Dar jucătorii prind experiență, un factor care ajută echipa Locomotives. 
În sezonul următor, unii jucători renunță, dar vin noi recruți care ridică nivelul echipei. Atleți din alte sporturi aleg să practice Fotbalul American. Dorința de revanșă și lotul subțire numeric influențează  ca clubul să  se alăture, din nou, echipei din Timișoara. Echipa Timișioara 89ers reușesc să domine campionatul și să ajungă în finală, a doua finală  jucată  consecutiv de ei. Din pacate, pierd împotriva  echipei Bucharest Rebels. 

## Primele meciuri (2015)
Un sezon foarte reușit ca organizație, Locomotives reușind să aibe un lot de 28 de jucători, 30 de seturi de echipamente și o dorință mare de a demonstra că pot face față unui campionat național. Aceștia vor să arate ca frumosul oraș Reșița merită să aibe o echipă de fotbal american. Echipa Reșița Locomotives pentru a fi acceptați în campionatul național din 2015 sunt impuși să aibe doua partide amicale.
Primul meci de Fotbal American al echipei Reșița Locomotives este disputat la București împotriva echipei Bucharest Warriors, unde aceștia reusesc să aducă acasă victoria și prima lor deplasare.
Al doilea meci este jucat pe stadionul Gloria, la Reșița, împotriva echipei Timișioara 89ers. Un meci spectaculos împotriva foștilor colegi, fiind un public de peste 300 de spectatori. Din păcate, meciul este pierdut, și nu reușim să participăm în campionatul național.

## Revenirea
Sezonul 2019 sau mai bine zis The Comeback, după o pauză datorită lipsei de jucatori și a sprijinului din partea autorităților, cu dorința de a demonstra că și în Reșița se poate juca fotbal american spectaculos, Locomotives participă în campionatul național de fotbal american din 2019.
Organizația Reșița Locomotives, pentru prima oară, au un antrenor străin(Bojan Kovacevic). Împreună cu jucători din campionatul Serbiei, echipa își formează un lot puternic pentru campionat, având meciuri strânse și foarte apreciate de public. 

## Primele medalii (2021-2022)
Dupa o pauză produsă de pandemie, clubul participă în CNFA ediția 2021. Aceștia reușesc să obțină locul 3 și doar lipsa de experientă a făcut ca clubul să nu ajungă în finală. Majoritatea meciurilor au fost dominate de Locomotives. Aceștia joacă finala mică împotriva lui Cluj Crusaders, castigând-o cu rezultatul de 36-0, clubul obținând primele medalii la Fotbal American. 

Sezonul următor, clubul reușește să pună accentul pe tineri, reușind să aibe o recrutare foarte bună în licee pentru sezonul de Tackle. Din păcate, lipsa de experiență își spune cuvantul și clubul nu reușește să se califice în finală. Aceștia totuși joacă finala mică cu aceeași adversari de anul trecut, dar o pierd. 

## Primul Robowl (2023)
Sezonul 2023 al echipei Reșița Locomotives a fost unul cu adevărat remarcabil, marcând un pas semnificativ în istoria echipei. Acesta a fost un sezon strâns, plin de provocări și momente intense, dar și un sezon de afirmare pentru echipă, care a reușit să-și depășească limitele și să obțină rezultate notabile. Unul dintre cele mai importante momente ale acestui sezon a fost calificarea echipei în finala campionatului, un obiectiv major pe care Reșița Locomotives l-a realizat pentru prima dată în istoria sa.  Performanța echipei a fost cu atât mai remarcabilă cu cât aceasta a ajuns în finală într-o confruntare deosebit de dificilă împotriva unei echipe foarte puternice, București Rebels, o echipă cu o tradiție și o experiență considerabilă în competițiile interne. Anul 2023 a fost un an plin de provocări pentru echipa Reșița Locomotives, iar meciul împotriva Bucharest Rebels a fost unul dintre cele mai intense momente ale sezonului. În ciuda eforturilor depuse pe teren, scorul final de 34-28 nu a fost în favoarea noastră. Totuși, fiecare înfrângere vine cu lecții importante. Echipa a demonstrat dăruire și luptă până în ultimul minut, iar fiecare jucător a dat tot ce a avut mai bun pentru a aduce victoria acasă. 

## Banat Team (2024)
Echipa Banat Team s-a format din două cluburi de tradiție, Reșița Locomotives și Timișoara 89ers, din cauza unui număr redus de jucători la fiecare echipă. Aceasta a fost prima dată când cele două formații s-au unit sub un singur nume, creând o echipă competitivă, capabilă să facă față provocărilor din campionat. Colaborarea a demonstrat că unirea resurselor și talentului poate aduce performanțe remarcabile, consolidând proiectul sportiv al regiunii Banat. Cu scoruri dominante și jocuri impresionante, am demonstrat tuturor că suntem pregătiți pentru orice provocare. Drumul nostru spre finală a fost unul de neuitat, iar momentul culminant a venit atunci când am avut onoarea de a organiza pentru prima dată o finală pe teren propriu, la Reșița.  
Chiar dacă adversarii noștri, Bucharest Rebels, au reușit să câștige din nou, cu un scor clar de 19-48, am fost mândri de ceea ce am realizat. Finala a fost un spectacol, iar atmosfera din tribune a fost electrizantă. Deși rezultatul nu a fost în favoarea noastră, am demonstrat încă o dată spiritul de echipă și ambiția noastră de a lupta până la capăt. 
Această experiență a fost un pas important în evoluția noastră, iar înfrângerea din finală nu face decât să ne întărească pentru sezonul următor. Reșița Locomotives va continua să înfrunte fiecare provocare cu încredere și determinare, pentru că știm că fiecare meci ne aduce mai aproape de obiectivele noastre. Următorul sezon va fi al nostru!” 
1. ↑  „[VIDEO] Reșița Locomotives, vicecampioană în Campionatul Național de Fotbal American 2023! A fost prima finală Robowl pentru Reșița Locomotives – Banat FM | sound factory”. Banat FM. Accesat în 30 iunie 2024.
2. ↑  „Titlul merge tot in capitala. Banat Team invinsa clar in RoBowl de Rebels”. opiniatimisoarei.ro.
3. ↑  „"Locomotive" de bronz, la fotbal american”. Caon.ro. 30 noiembrie 2021. Accesat în 30 iunie 2024.
4. ↑  „Spectacol la Cupa Liceelor Dacus și Flag Football Tournament”. Caon.ro. 15 mai 2024. Accesat în 30 iunie 2024.
5. ↑  „Reșița Locomotives U19 este campioană la flag football”. Caon.ro. 19 iunie 2024. Accesat în 30 iunie 2024.
6. ↑  „Reşiţa Locomotives sau cum încearcă fotbalul american să cucerească România”.
7. ↑  „Cluj Crusaders au fost mai tari decat Timisoara 89ers in avanpremiera finalei campionatului national de fotbal american”.
8. ↑  „Show ca-n America: Bucharest Rebels a castigat a cincea editie a RoBowl-ului: 18-12 in finala cu Timisoara 89ers! VIDEO”.
9. ↑  „Locomotives vs Warriors”.[nefuncțională – arhivă]
10. ↑  „Fotbal american în premieră, la Reşiţa”.
11. ↑  „Fotbal american la Reşiţa, o lecţie de fair-play”.
12. ↑  „"Locomotivele" s-au pus în mișcare! Reșițenii au obținut prima victorie din Campionatul Național de fotbal american, ediția 2019”.
13. ↑  „Final de sezon cu victorie! „Locomotivele" reșițene au cucerit bronzul Campionatului Național de Fotbal American”.
14. ↑  „Locul I în inimile reșițenilor”.
15. ↑  „Reșița Locomotives este în finala Campionatului Național”.
16. ↑  „Vice-campioni CNFA”.
17. ↑  „Resita Locomotives si Timisoara 89ers isi unesc fortele pentru noul sezon din Campionatul National de fotbal american”.
18. ↑  „Banat Team invinge si Bucharest Titans si se indreapta spre RoBowl 2024”.
19. ↑  „Banat Team vrea titlul de campioana la fotbal american. Bucharest Rebels il cauta pe al cincilea la rand”.
20. ↑  „VIDEO! Banat Team vs Bucharest Rebels, finala Campionatului Național de fotbal american 2024”.
21. ↑  „Banat Team, învinsă în finala la fotbal american”.